# Бальде, Кейта
Кейта́ Бальде́ Диао́ (фр. Keita Baldé Diao; род. 8 марта 1995, Арбусиес) — сенегальский футболист, нападающий «Монцы».

## Биография
Родители Бальде родом из Сенегала, однажды отец принял решение об иммиграции в Испанию в поисках работы и лучшей жизни для семьи. Он перебрался в Европу, а после того, как освоился, он перевёз в новую страну свою жену. Кейта родился в испанском городе Арбусьес, входящим в состав Каталонии. В пять лет он оказался в футбольной академии клуба «Дамм», где провёл целых четыре года. В 2004 году успешно прошёл просмотры в «Барселоне» и начал тренироваться в системе этого клуба. В 2010 году он отправился с молодёжкой «Барсы» на турнир в Катар, там Бальде подложил лёд в постель одного из своих товарищей по команде, а других закрыл в своих комнатах, предварительно испортив замочные скважины. Его юмор не был оценён и он был на время исключён из академии, а вскоре сенегалец был отправлен в аренду клуб из четвёртого дивизиона «Корнелья». В составе клуба Бальде забил 47 голов в течение одного сезона, после чего не захотел возвращаться в «Барселону». Игроком активно интересовался мадридский «Реал», а также британские клубы «Челси» и «Манчестер Юнайтед». Бальде говорит на испанском, каталанском, французском, английском, итальянском и португальском языках.

## Клубная карьера

### «Лацио»
Летом 2011 года Кейта стал игроком молодёжной команды «Лацио», отметив, что в этом клубе у него больше шансов пробиться в основной состав. Римскому клубу пришлось раскошелиться на 300 000 фунтов, 10 % из которых отправились в бюджет «Корнельи». Весь следующий год Бальде не играл из-за правил УЕФА, запрещающих трансфер несовершеннолетних игроков без паспорта ЕС (к тому времени мальчик ещё не получил испанский паспорт).
В сезоне 2012/13 Бальде официально присоединился к «Лацио», а также начал ездить на сборы с основной командой. Сезон провёл в молодёжной команде, выступая в чемпионате Примаверы. В трёх матчах второй половины сезона 2012/13 Кейта оказывался в заявке матчей Серии A, однако на поле так и не выходил. 9 июня 2013 года в составе молодёжной команды выиграл чемпионат Примаверы, в финале была обыграна «Аталанта». 15 сентября 2013 года Кейта дебютировал за «Лацио» в матче 3-го тура чемпионата Италии против «Кьево» (3:0), выйдя на 90-й минуте вместо Луиса Педро Каванды. Также игрок начал выступать в рамках Лиги Европы, отметившись двумя голевыми передачами в двух стартовых встречах. 10 ноября 2013 года открыл счёт своим голам за «Лацио», поразив ворота «Пармы» (1:1) на 50-й минуте. 9 февраля 2014 года в римском дерби против «Ромы» (0:0) Кейта стал самым молодым игроком своего клуба, вышедшим на поле с первых минут. 27 февраля 2014 года забил свой первый мяч в еврокубках, поразив ворота «Лудогореца» (3:3) в матче 1/16 финала Лиги Европы, отличившись на первой минуте встречи. Во второй половине сезона отметился ещё четырьмя голами и пятью голевыми передачами. В феврале 2014 года начали поступать первые предложения о покупке талантливого хавбека. К игроку проявляли интерес такие клубы как «Манчестер Юнайтед», «Ливерпуль» и «Арсенал», но «Лацио» отклонил предложения. В первом сезоне он сыграл в 35 матчах, забив шесть мячей. Периодически в сезоне привлекался к играм молодёжной команды и 9 апреля 2014 года выиграл Кубок Италии среди молодёжных команд, где в финале была переиграна «Фиорентина».
Свой второй сезон в качестве игрока основной команды Кейта начал с дубля в матче 3-го раунда Кубка Италии против «Бассано» (7:0), в этой встрече провёл на поле 90 минут. По ходу сезона чередовал выходы в стартовом составе с выходами на замены. 29 апреля 2015 года в матче 33-го тура чемпионата Италии против «Пармы» (4:0) Бальде забил впервые за 359 дней после своего последнего гола в Серии A. 20 мая 2015 года стал финалистом Кубка Италии, где «Лацио» уступило «Ювентусу» со счётом 2:1. Всего в сезоне 2014/15 провёл за клуб во всех турнирах 29 матчей и забил четыре мяча. Третий сезон в клубе начался 8 августа 2015 года в матче за Суперкубок Италии, в котором «Лацио» уступил «Ювентусу» со счётом 2:0, но Бальде в этом матче остался на скамейке запасных. 18 августа 2015 года сыграл свой первый матч в Лиге чемпионов, в котором вышел на замену в матче против немецкого клуба «Байер 04» (1:0), где забил единственный и победный мяч для своей команды. После окончания матча был объявлен лучшим игроком встречи. 20 апреля 2016 года Бальде сыграл свой сотый матч в футболке «Лацио» во встрече 34-го тура чемпионата Италии против «Ювентуса» (0:3). В сезоне 2015/16 провёл за клуб во всех турнирах 39 матчей и забил пять мячей.
В сезоне сезона 2016/17 Бальде зарекомендовал себя как игрока стартового состава. 5 марта 2017 года в матче 27-го тура чемпионата Италии против «Болонья» (2:0) он сыграл свой сотый матч в Серии A. 23 апреля 2017 года он сделал свой первый хет-трик в профессиональной карьере в матче 33-го тура чемпионата Италии против «Палермо» (6:2). 30 апреля 2017 года в матче 34-го тура чемпионата Италии против «Ромы» (3:1) в рамках римского дерби Бальде сделал дубль и тем самым помог своей команде победить. 17 мая 2017 года он проиграл свой второй финал Кубка Италии и снова «Ювентусу» (1:2), в этом матче Бальде провёл на поле 90 минут. Всего в сезон 2016/17 провёл за «Лацио» 34 матча и забил 16 мячей. Бальде выступал за римлян с 2013 по 2017 год, проведя в общей сложности 137 матча, в которых забил 31 мяч и сделал 22 голевые передачи.

### «Монако» и аренды
29 августа 2017 года перешёл в «Монако» за 30 миллионов евро без учёта бонусов, подписав контракт до 30 июня 2022 года. В новом клубе стал выступать под 14-м игровым номером. Дебютировал за «Монако» 13 сентября 2017 года в матче 1-го тура группового этапа Лиги чемпионов против «Лейпцига» (1:1), выйдя на 74-й минуте вместо Адамы Диакаби. Первый матч в Лиге 1 провёл 16 сентября 2017 года в 6-м туре против «Страсбура» (3:0), выйдя на 59-й минуте вместо Стевана Йоветича. 21 октября 2017 года Кейта забил дебютный мяч за клуб в матче 10-го тура чемпионата Франции против «Кана» (2:0). Всего в сезоне 2017/18 провёл за «Монако» во всех турнирах 33 матча и забил восемь мячей и отдал 11 результативных передач. 4 августа 2018 года стал финалистом Суперкубка Франции, проиграв «Пари Сен-Жермен» (0:4), в этом матче вышел на замену на 46-й минуте вместо Самюэля Грансира.
13 августа 2018 года перешёл на правах аренды в итальянский «Интернационале» до конца сезона 2018/19 с правом последующего выкупа. Стоимость аренды составила около 5—6 миллионов евро, а сумма выкупа была прописана 30 миллионов евро. Дебютировал за клуб 19 августа 2018 года в матче 1-го тура чемпионата Италии против «Сассуоло» (0:1), выйдя на замену на 69-й минуте вместо Лаутаро Мартинеса. Свои первые мячи за «Интер» забил 24 ноября 2011 года в матче 13-го тура чемпионата Италии против «Фрозиноне» (3:0), оформив дубль, также в матче сделал голевую передачу. Всего за клуб провёл во всех турнирах 29 матчей и забил пять мячей. После окончания арендного соглашения «Интернационале» не стал выкупать Бальде и он вернулся в расположение «Монако».
Сезон 2019/20 провёл за «Монако», сыграв во всех турнирах 26 матчей и забив восемь мячей, Бальде выходил в стартовом составе практически в каждой игре. 30 сентября 2020 года был арендован «Сампдорией» до конца сезона 2020/21 с правом выкупа за 10 миллионов евро. Дебютировал за клуб 17 октября 2020 года в матче 4-го тура чемпионата Италии против «Лацио» (3:0), выйдя на замену на 79-й минуте вместо Фабио Квальяреллы. Первый мяч за «Сампдорию» забил 23 декабря 2020 года в матче 14-го тура чемпионата Италии против «Сассуоло» (2:3), но в добавленное ко второму тайму время был удалён с поля. Всего в сезоне 2020/21 провёл во всех турнирах 26 матчей и забил семь мячей, после окончания арендного соглашения вернулся в «Монако». 31 августа 2021 года французский клуб объявил об уходе Бальде, он провёл за «Монако» 60 матчей, забил 16 голов и отдал 15 результативных передач.

### «Кальяри»
31 августа 2021 года перешёл в «Кальяри», заключив контракт на три года. Дебютировал за клуб 12 сентября 2021 года в матче 3-го тура чемпионата Италии против «Дженоа» (2:3), выйдя в стартовом составе и на 65-й минуте был заменён на Диего Фариаса. 19 сентября 2021 года в матче 4-го тура чемпионата Италии против «Лацио» (2:2) на 62-й минуте забил свой первый мяч за «Кальяри», отличившись в ворота своей бывшей команды. 1 октября 2021 года в матче 7-го тура чемпионата Италии против «Венеции» (1:1) на 19-й минуте забил свой 40-й мяч в Серии A, тем самым стал лучшим сенегальским бомбардиром в истории итальянской лиги. Всего в сезоне 2021/22 провёл за «Кальяри» во всех турнирах 26 матчей и забил три мяча. Так как по окончании сезона клуб вылетел в Серию B, то Бальде воспользовался пунктом в своём контракте, который позволял ему покинуть «Кальяри» свободным агентом в случае их вылета.

### «Спартак» (Москва) и аренда в «Эспаньол»
26 августа 2022 года на правах свободного агента заключил контракт с московским «Спартаком» до 30 июня 2025 года. В новом клубе выбрал себе 9-й игровой номер. Дебютировал за «Спартак» 4 сентября 2022 года в матче 8-го тура чемпионата России против петербургского «Зенита» (1:2), выйдя на замену на 53-й минуте вместо Михаила Игнатова. 17 сентября 2022 года в связи с нарушением процедуры допинг-контроля во время выступлений за «Кальяри», Бальде был дисквалифицирован Национальным антидопинговым судом Италии до 5 декабря 2022 года. 16 ноября 2022 года возобновил тренировки в общей группе «Спартака». Первый матч после дисквалификации провёл 22 февраля 2023 года в первом матче 1/4 финала Кубка России против московского «Локомотива» (1:0), выйдя на 74-й минуте вместо Михаила Игнатова. Первый мяч за «Спартак» забил 4 апреля 2023 года в ответном матче 1/2 финала Кубка России против «Урала» (1:2) на 49-й минуте с передачи Руслана Литвинова. Через четыре дня, 8 апреля 2023 года, забил свой первый мяч в чемпионате России, отличившись в матче 22-го тура против московского «Динамо» (3:3) на 40-й минуте с передачи Михаила Игнатова. Всего в сезоне 2022/23 провёл за клуб 16 матчей, в которых забил четыре мяча и стал бронзовым призёром чемпионата России.
1 сентября 2023 года был арендован испанским клубом «Эспаньол» из Сегунды до конца сезона 2023/24 с правом выкупа трансфера. Дебютировал за клуб 3 сентября 2023 года в матче 4-го тура Сегунды против «Аморебьета» (3:2), выйдя на замену на 77-й минуте встречи вместо Нико Меламеда. Следующие пять туров Бальде отсутствовал в заявке «Эспаньола» из-за травмы подколенного сухожилия, а потом принял участие ещё в 15 матчах Сегунды, однако ни разу не провёл на поле хотя бы тайм. Бальде регулярно выходил за «Эспаньол» на поле, но чаще всего на пять — десять минут. В сезоне 2023/24 на его счету лишь одно голевое действие — результативная передача в матче Кубка Испании. Всего за «Эспаньол» провёл 24 матча во всех турнирах. После окончания сезона, спортивный директор клуба Фран Гарагарса заявил, что «Эспаньол» не будет выкупать права на Бальде у «Спартака». 6 июля 2024 года московский «Спартак» объявил о расторжении контракта с Бальде по соглашению сторон. Всего за клуб провёл 19 матчей, в которых забил четыре мяча.

### «Сивасспор» и «Монца»
13 августа 2024 года на правах свободного агента подписал контракт с турецким клубом «Сивасспор» на два года. Дебютировал за клуб 24 августа 2024 года в матче 3-го тура чемпионата Турции против «Эюпспора» (0:1), выйдя на 70-й минуте встречи. Единственный мяч за «Сивасспор» Бальде забил 14 сентября 2024 года в матче 5-го тура чемпионата Турции против «Газиантепа» (3:2), отличившись на 69-й минуте игры. В январе 2025 года контракт Бальде с «Сивасспором» был расторгнут по инициативе клуба в связи с тем, что Бальде не явился на сборы команды и не отвечал на телефонные звонки. Всего за «Сивасспор» Бальде провёл 11 матчей и забил один мяч.
13 февраля 2025 года стал игроком «Монцы», подписав контракт до 30 июня 2025 года. Дебютировал за клуб 16 февраля 2025 года в матче 25-го тура чемпионата Италии против «Лечче» (0:0), выйдя на 79-й минуте вместо Сильвера Ганвулы. Первый мяч за «Монцу» забил 8 марта 2025 года в матче 28-го тура чемпионата Италии против «Интернационале» (2:3), отличившись на 44-й минуте встречи. В сезоне 2024/25 провёл 11 матчей и забил два мяча, а «Монца» выбыла в Серию B, финишировав на последнем, 20-м месте в турнирной таблице. 4 июня 2025 года клуб продлил контракт с Бальде до 30 июня 2027 года.

## Карьера в сборной
6 февраля 2014 года в СМИ вышла заметка о том, что Бальде отклонил вызов в сборную Сенегала. Главный тренер сборной Сенегала Ален Жиресс сообщил о том, что 18-летний форвард решил выступать за сборную Испании. 27 декабря 2015 года принял участие в товарищеском матче в составе сборной Каталонии против Страны Басков.
В 2016 году принял предложение выступать за Сенегал. Дебютировал за сборную 26 марта 2016 года в матче отборочного турнира Кубка африканских наций против сборной Нигера (2:0), в котором вышел на замену на 84-й минуте вместо Садио Мане. Первый мяч за сборную Сенегала забил 3 сентября 2016 года в матче отборочного турнира Кубка африканских наций против сборной Намибии (2:0), отличившись 34-й минуте. 30 декабря 2016 года был включён в окончательный список футболистов для участия в Кубке Африки 2017. На турнире провёл четыре матча и вместе со своей сборной дошёл до 1/4 финала.
17 мая 2018 года был включён в окончательную заявку сборной Сенегала для участия в чемпионате мира в России. На ЧМ-2018 провёл всего один матч — в групповом этапе против сборной Колумбии (0:1). Летом 2019 года Кейта был вызван на Кубок африканских наций в Египте в состав своей национальной сборной. В первом матче против Танзании (2:0) он забил мяч на 28-й минуте, а его команда одержала победу. По итогам турнира сборная вышла в финал, где уступила Алжиру со счётом 1:0, а Бальде на турнире провёл пять матчей и забил один мяч. 25 декабря 2021 попал в окончательную заявку на Кубок африканских наций в Камеруне, на турнире провёл два матча группового этапа — против сборных Зимбабве (1:0) и Гвинеи (0:0), а Сенегал впервые стал победителем турнира, одолев в финале сборную Египта по пенальти.

## Личная жизнь
У Бальде три брата и одна сестра, все братья связаны с футболом, а сестра не имеет отношения к сфере спорта. Младший брат — Ибраима Бальде (род. 1999), с августа 2021 года выступает в клубе «Мессина» из итальянской Серии C. Алехандро Бальде (род. 2003), выступающий с 2021 года за «Барселону», является двоюродным братом Кейты.
В мае 2022 года Кейта женился на итальянской модели Симоне Гватьери, после пяти лет отношений. У пары двое детей: мальчик 2019 года рождения и девочка 2021 года рождения. В феврале 2024 года Симона ушла от Бальде из-за его частых измен.

## Достижения
«Лацио»
- Финалист Кубка Италии: 2014/15, 2016/17
- Финалист Суперкубка Италии: 2013, 2015

«Монако»
- Серебряный призёр чемпионата Франции: 2017/18
- Финалист Кубок французской лиги: 2017/18
- Финалист Суперкубка Франции: 2018

«Спартак» (Москва)
- Бронзовый призёр чемпионата России: 2022/23

Сборная Сенегала
- Обладатель Кубка африканских наций: 2021
- Финалист Кубка африканских наций: 2019

## Статистика

### Клубная
| Выступление      | Выступление      | Выступление      | Лига | Лига | Кубки | Кубки | Еврокубки | Еврокубки | Прочие | Прочие | Итого | Итого |
| Клуб             | Лига             | Сезон            | Игры | Голы | Игры  | Голы  | Игры      | Голы      | Игры   | Голы   | Игры  | Голы  |
| ---------------- | ---------------- | ---------------- | ---- | ---- | ----- | ----- | --------- | --------- | ------ | ------ | ----- | ----- |
| Лацио            | Серия A          | 2013/14          | 25   | 5    | 2     | 0     | 8         | 1         | —      | —      | 35    | 6     |
| Лацио            | Серия A          | 2014/15          | 23   | 1    | 6     | 3     | —         | —         | —      | —      | 29    | 4     |
| Лацио            | Серия A          | 2015/16          | 31   | 4    | 1     | 0     | 7         | 1         | —      | —      | 39    | 5     |
| Лацио            | Серия A          | 2016/17          | 31   | 16   | 3     | 0     | —         | —         | —      | —      | 34    | 16    |
| Лацио            | Итого            | Итого            | 110  | 26   | 12    | 3     | 15        | 2         | —      | —      | 137   | 31    |
| Монако           | Лига 1           | 2017/18          | 23   | 8    | 4     | 0     | 6         | 0         | —      | —      | 33    | 8     |
| Монако           | Лига 1           | 2018/19          | —    | —    | 1     | 0     | —         | —         | —      | —      | 1     | 0     |
| Монако           | Лига 1           | 2019/20          | 21   | 4    | 5     | 4     | —         | —         | —      | —      | 26    | 8     |
| Монако           | Итого            | Итого            | 44   | 12   | 10    | 4     | 6         | 0         | —      | —      | 60    | 16    |
| → Интернационале | Серия A          | 2018/19          | 24   | 5    | 0     | 0     | 5         | 0         | —      | —      | 29    | 5     |
| → Интернационале | Итого            | Итого            | 24   | 5    | 0     | 0     | 5         | 0         | —      | —      | 29    | 5     |
| → Сампдория      | Серия A          | 2020/21          | 25   | 7    | 1     | 0     | —         | —         | —      | —      | 26    | 7     |
| → Сампдория      | Итого            | Итого            | 25   | 7    | 1     | 0     | —         | —         | —      | —      | 26    | 7     |
| Кальяри          | Серия A          | 2021/22          | 26   | 3    | —     | —     | —         | —         | —      | —      | 26    | 3     |
| Кальяри          | Итого            | Итого            | 26   | 3    | —     | —     | —         | —         | —      | —      | 26    | 3     |
| Спартак (Москва) | Премьер-лига     | 2022/23          | 12   | 3    | 4     | 1     | —         | —         | —      | —      | 16    | 4     |
| Спартак (Москва) | Премьер-лига     | 2023/24          | 2    | 0    | 1     | 0     | —         | —         | —      | —      | 3     | 0     |
| Спартак (Москва) | Итого            | Итого            | 14   | 3    | 5     | 1     | —         | —         | —      | —      | 19    | 4     |
| → Эспаньол       | Сегунда          | 2023/24          | 21   | 0    | 2     | 0     | —         | —         | 1      | 0      | 24    | 0     |
| → Эспаньол       | Итого            | Итого            | 21   | 0    | 2     | 0     | —         | —         | 1      | 0      | 24    | 0     |
| Сивасспор        | Суперлига        | 2024/25          | 11   | 1    | —     | —     | —         | —         | —      | —      | 11    | 1     |
| Сивасспор        | Итого            | Итого            | 11   | 1    | —     | —     | —         | —         | —      | —      | 11    | 1     |
| Монца            | Серия A          | 2024/25          | 11   | 2    | —     | —     | —         | —         | —      | —      | 11    | 2     |
| Монца            | Итого            | Итого            | 11   | 2    | —     | —     | —         | —         | —      | —      | 11    | 2     |
| Всего за карьеру | Всего за карьеру | Всего за карьеру | 286  | 58   | 30    | 8     | 26        | 2         | 1      | 0      | 343   | 68    |

1. ↑  Матчи плей-офф Сегунды

### Сборная
| Матчи и голы Кейты Бальде за сборную Сенегала | Матчи и голы Кейты Бальде за сборную Сенегала | Матчи и голы Кейты Бальде за сборную Сенегала | Матчи и голы Кейты Бальде за сборную Сенегала | Матчи и голы Кейты Бальде за сборную Сенегала | Матчи и голы Кейты Бальде за сборную Сенегала | Матчи и голы Кейты Бальде за сборную Сенегала |
| --------------------------------------------- | --------------------------------------------- | --------------------------------------------- | --------------------------------------------- | --------------------------------------------- | --------------------------------------------- | --------------------------------------------- |
| №                                             | Дата                                          | Оппонент                                      | Счёт                                          | Голы                                          | Соревнование                                  |                                               |
| 1                                             | 26 марта 2016                                 | Нигер                                         | 2:0                                           | —                                             | КАН-2017 (квал.)                              |                                               |
| 2                                             | 29 марта 2016                                 | Нигер                                         | 2:1                                           | —                                             | КАН-2017 (квал.)                              |                                               |
| 3                                             | 28 мая 2016                                   | Руанда                                        | 2:0                                           | —                                             | Товарищеский матч                             |                                               |
| 4                                             | 3 сентября 2016                               | Намибия                                       | 2:0                                           | 1                                             | КАН-2017 (квал.)                              |                                               |
| 5                                             | 8 октября 2016                                | Кабо-Верде                                    | 2:0                                           | 1                                             | ЧМ-2018 (квал.)                               |                                               |
| 6                                             | 12 ноября 2016                                | ЮАР                                           | 1:2                                           | —                                             | ЧМ-2018 (квал.)                               |                                               |
| 7                                             | 8 января 2017                                 | Ливия                                         | 2:1                                           | —                                             | Товарищеский матч                             |                                               |
| 8                                             | 11 января 2017                                | Республика Конго                              | 2:0                                           | 1                                             | Товарищеский матч                             |                                               |
| 9                                             | 15 января 2017                                | Тунис                                         | 2:0                                           | —                                             | КАН-2017                                      |                                               |
| 10                                            | 19 января 2017                                | Зимбабве                                      | 2:0                                           | —                                             | КАН-2017                                      |                                               |
| 11                                            | 23 января 2017                                | Алжир                                         | 2:2                                           | —                                             | КАН-2017                                      |                                               |
| 12                                            | 28 января 2017                                | Камерун                                       | 0:0 (4:5 пен.)                                | —                                             | КАН-2017                                      |                                               |
| 13                                            | 27 марта 2017                                 | Кот-д’Ивуар                                   | 1:1                                           | —                                             | Товарищеский матч                             |                                               |
| 14                                            | 2 сентября 2017                               | Буркина-Фасо                                  | 0:0                                           | —                                             | ЧМ-2018 (квал.)                               |                                               |
| 15                                            | 5 сентября 2017                               | Буркина-Фасо                                  | 2:2                                           | —                                             | ЧМ-2018 (квал.)                               |                                               |
| 16                                            | 7 октября 2017                                | Кабо-Верде                                    | 2:0                                           | —                                             | ЧМ-2018 (квал.)                               |                                               |
| 17                                            | 31 мая 2018                                   | Люксембург                                    | 0:0                                           | —                                             | Товарищеский матч                             |                                               |
| 18                                            | 8 июня 2018                                   | Хорватия                                      | 1:2                                           | —                                             | Товарищеский матч                             |                                               |
| 19                                            | 11 июня 2018                                  | Республика Корея                              | 2:0                                           | —                                             | Товарищеский матч                             |                                               |
| 20                                            | 28 июня 2018                                  | Колумбия                                      | 0:1                                           | —                                             | ЧМ-2018                                       |                                               |
| 21                                            | 9 сентября 2018                               | Мадагаскар                                    | 2:2                                           | 1                                             | КАН-2019 (квал.)                              |                                               |
| 22                                            | 13 октября 2018                               | Судан                                         | 3:0                                           | —                                             | КАН-2019 (квал.)                              |                                               |
| 23                                            | 16 октября 2018                               | Судан                                         | 1:0                                           | —                                             | КАН-2019 (квал.)                              |                                               |
| 24                                            | 26 марта 2019                                 | Мали                                          | 2:1                                           | —                                             | Товарищеский матч                             |                                               |
| 25                                            | 16 июня 2019                                  | Нигерия                                       | 1:0                                           | —                                             | Товарищеский матч                             |                                               |
| 26                                            | 23 июня 2019                                  | Танзания                                      | 2:0                                           | 1                                             | КАН-2019                                      |                                               |
| 27                                            | 27 июня 2019                                  | Алжир                                         | 0:1                                           | —                                             | КАН-2019                                      |                                               |
| 28                                            | 5 июля 2019                                   | Уганда                                        | 1:0                                           | —                                             | КАН-2019                                      |                                               |
| 29                                            | 10 июля 2019                                  | Бенин                                         | 1:0                                           | —                                             | КАН-2019                                      |                                               |
| 30                                            | 19 июля 2019                                  | Алжир                                         | 0:1                                           | —                                             | КАН-2019                                      |                                               |
| 31                                            | 26 марта 2021                                 | Республика Конго                              | 0:0                                           | —                                             | КАН-2021 (квал.)                              |                                               |
| 32                                            | 30 марта 2021                                 | Эсватини                                      | 1:1                                           | —                                             | КАН-2022 (квал.)                              |                                               |
| 33                                            | 5 июня 2021                                   | Замбия                                        | 3:1                                           | —                                             | Товарищеский матч                             |                                               |
| 34                                            | 8 июня 2021                                   | Кабо-Верде                                    | 2:0                                           | —                                             | Товарищеский матч                             |                                               |
| 35                                            | 9 октября 2021                                | Намибия                                       | 4:1                                           | 1                                             | ЧМ-2022 (квал.)                               |                                               |
| 36                                            | 12 октября 2021                               | Намибия                                       | 3:1                                           | —                                             | ЧМ-2022 (квал.)                               |                                               |
| 37                                            | 10 января 2022                                | Зимбабве                                      | 1:0                                           | —                                             | КАН-2021                                      |                                               |
| 38                                            | 14 января 2022                                | Гвинея                                        | 0:0                                           | —                                             | КАН-2022                                      |                                               |
| 39                                            | 4 июня 2022                                   | Бенин                                         | 3:1                                           | —                                             | КАН-2023 (квал.)                              |                                               |
| 40                                            | 7 июня 2022                                   | Руанда                                        | 1:0                                           | —                                             | КАН-2024 (квал.)                              |                                               |

Итого: 40 матчей / 6 голов; 25 побед, 9 ничьих, 6 поражений.

### Комментарии
1. ↑  Согласно испанскому паспорту, имя игрока — Кейта, фамилия отца — Бальде, фамилия матери — Диао.